# (37584) Schleiden
(37584) Schleiden (1990 TC9) – planetoida z pasa głównego asteroid okrążająca Słońce w ciągu 3,29 lat w średniej odległości 2,21 j.a. Odkryta 10 października 1990 roku.